# Geek
Cuvântul geek este un termen de jargon, care se referă la „o persoană neobișnuită sau ciudată, în special una care pare să fie obsedată de unul sau mai multe lucruri incluzând cele legate de intelectualitate, electronică, jocuri, etc.” Termenul provine din limba engleză, unde, înainte, se referea la un interpret de carnaval deseori descris ca un om sălbatic al carui număr includea de obicei mușcatul capului unui pui viu, liliac, șarpe, sau gândac. Ediția din 1976 a Dicționarului de Tradiții Americane include numai definiția unui geek show. 
În limba engleză, acest cuvânt a pătruns din dialectul englez (geek, geck: prost, ciudat), dialectul din Germania de Nord (geck). Rădăcina geck încă există în olandeză (gek: nebun) și în Alsacia (Gickeleshut: pălăria geek-ului din carnavale).

## Definiții
Definiția cuvântului geek s-a schimbat considerabil de-a lungul timpului și nu mai are un înțeles exact. Termenul tocilar are un înțeles similar cu geek, dar foarte mulți preferă să folosească alte subînțelesuri, deși diferențele sunt discutate. Julie Smith a definit un geek ca fiind "un tânăr inteligent retras, ne-socializat, care s-a simțit atât de puțin legat de planeta sa încât a călătorit pe cele inventate de autorii săi favoriți, care s-au gândit la locul acela secret, de vis, în care computerul său l-a luat numit cyberspațiu—undeva extraordinar, un loc mai real decât propria sa viață, un loc pe care-l poate cuceri, nu o cameră de adolescent din casa părinților săi".
Alte definiții includ:
- O referință defavorabilă la o persoană care este deficientă în majoritatea atributelor umane, astfel încât împiedica integrarea sa în societate.
- O persoană interesată în tehnologie, în special în computere. Aceștia sunt adepți ai computerelor, și folosesc termenul hacker într-un mod pozitiv, deși nu sunt toți chiar ei hackeri.
- O persoană care se folosește de subiecte academice în viața de zi cu zi în afara studiilor; de exemplu, calculelor cu multiple necunoscute pentru a determina cum să optimizeze dimensiunile unui vas pentru a face o prăjitură.
- O persoană devotată unui anumit lucru astfel încât să iasă din normal. Aceasta ar putea fi din cauza intensității, adâncimii, sau subiectului de interes. Persoanele au fost etichetate, sau au ales să se identifice ca physics geeks, mathematics geeks, engineering geeks, sci-fi geeks, computer geeks, various science geeks, movie și film geeks (cinefili), comic book geeks, theatre geeks, history geeks, music geeks, art geeks, philosophy geeks, literature geeks, historical reenactment geeks și roleplay geeks.

## Auto-identificarea
Deși a fi descris ca un geek tinde să fie o insultă, termenul a căpătat recent și tentă de compliment, fiind folosit ca termen laudativ, în anumite domenii particulare. Acest lucru este evident în special în disciplinile tehnice, unde termenul denotă o pricepere extraordinară într-un anume domeniu. Servicii tehnice de suport, ca Geek Squad, Geeks on Call și Dial-a-Geek folosesc termenul geek cu sensul de abilitate tehnică de a ajuta. În istoria recentă, unii geek au cultivat o cultură geek, ca umorul geek și referințe obscure la tricouri. Cu toate acestea, definiția defavorabilă a termenului geek rămâne aceea a unei persoane cunoscătoare în aria sa de interes cu prețul vieții sociale.

## Alte asocieri
The Geeks a fost și este cea mai puternică asociație din celebrul joc online simulator de transporturi feroviare Rail Nation, dezvoltat de către Travian GmbH.